# Picea torano
Picea torano är en tallväxtart som först beskrevs av Philipp Franz von Siebold och Karl Heinrich Koch, och fick sitt nu gällande namn av Emil Bernhard Koehne. Picea torano ingår i släktet granar, och familjen tallväxter. Inga underarter finns listade i Catalogue of Life.
Arten förekommer i Japan på öarna Honshu, Kyushu och Shikoku. Denna gran växer i kulliga områden och i bergstrakter mellan 400 och 1500 meter över havet. Marken är vanligen av vulkaniskt ursprung. Årsnederbörden i regionen är ungefär 1000 mm. På bergstopparna förekommer nederbörden mest som snö under vintern. Vid Yamanakasjön och vid några andra platser finns små skogar där Picea torano är det enda trädet. Vid andra ställen ingår arten i barr- eller blandskogar tillsammans med bland annat nikkogran, japansk lärk, japansk tall, Quercus mongolica, Prunus maximowiczii, Zelkova serrata samt arter av björksläktet, boksläktet och lönnsläktet.
För skogsbruket har Picea torano lite betydelse på grund av sällsyntheten. Arten är en vanlig prydnadsväxt i japanska trädgårdar och stadsparker. Under historien blev Picea torano ofta ersatt med kryptomeria (Cryptomeria japonica) eller japansk lärk. IUCN listar arten som sårbar (VU).

## Bildgalleri

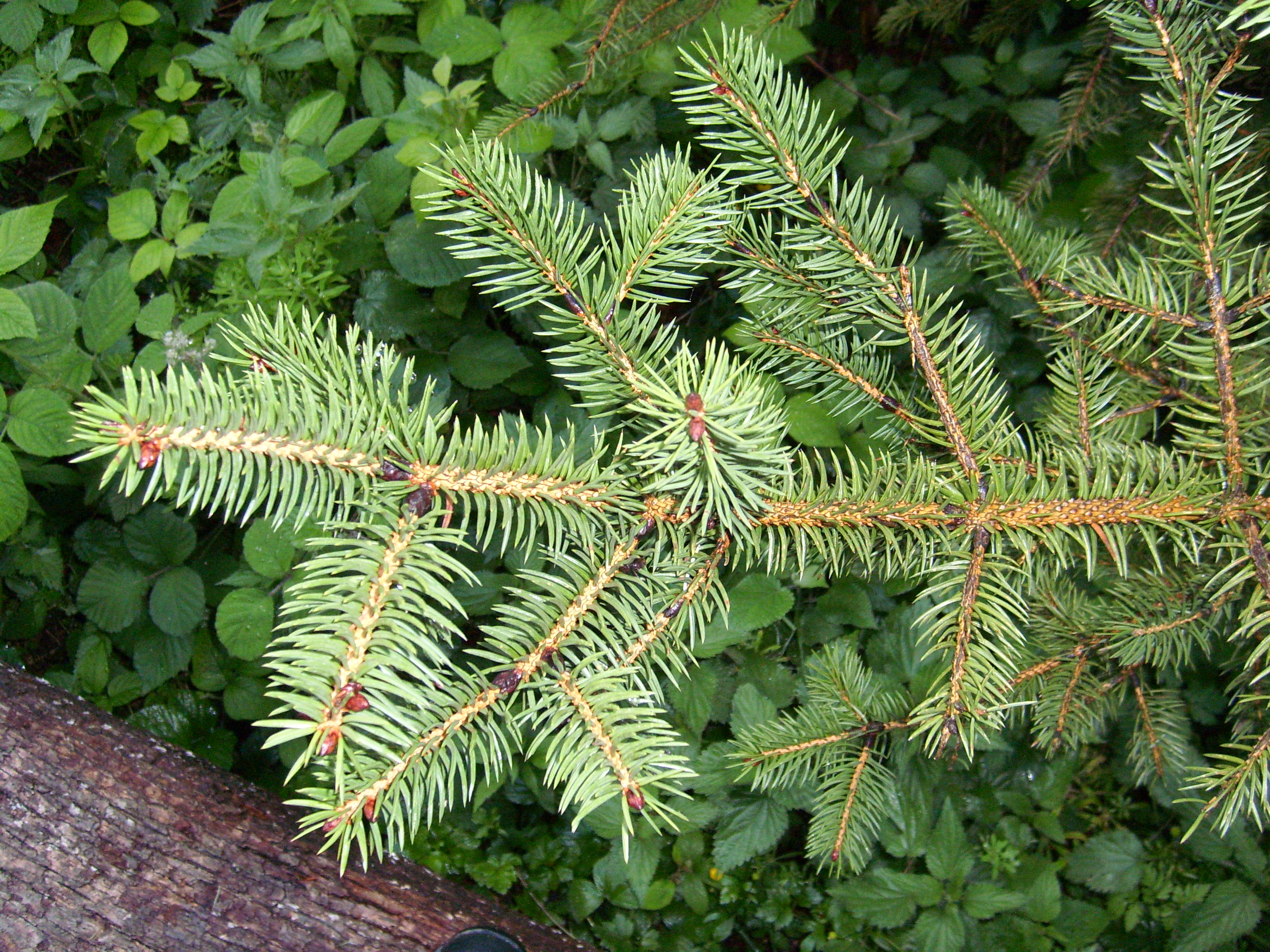
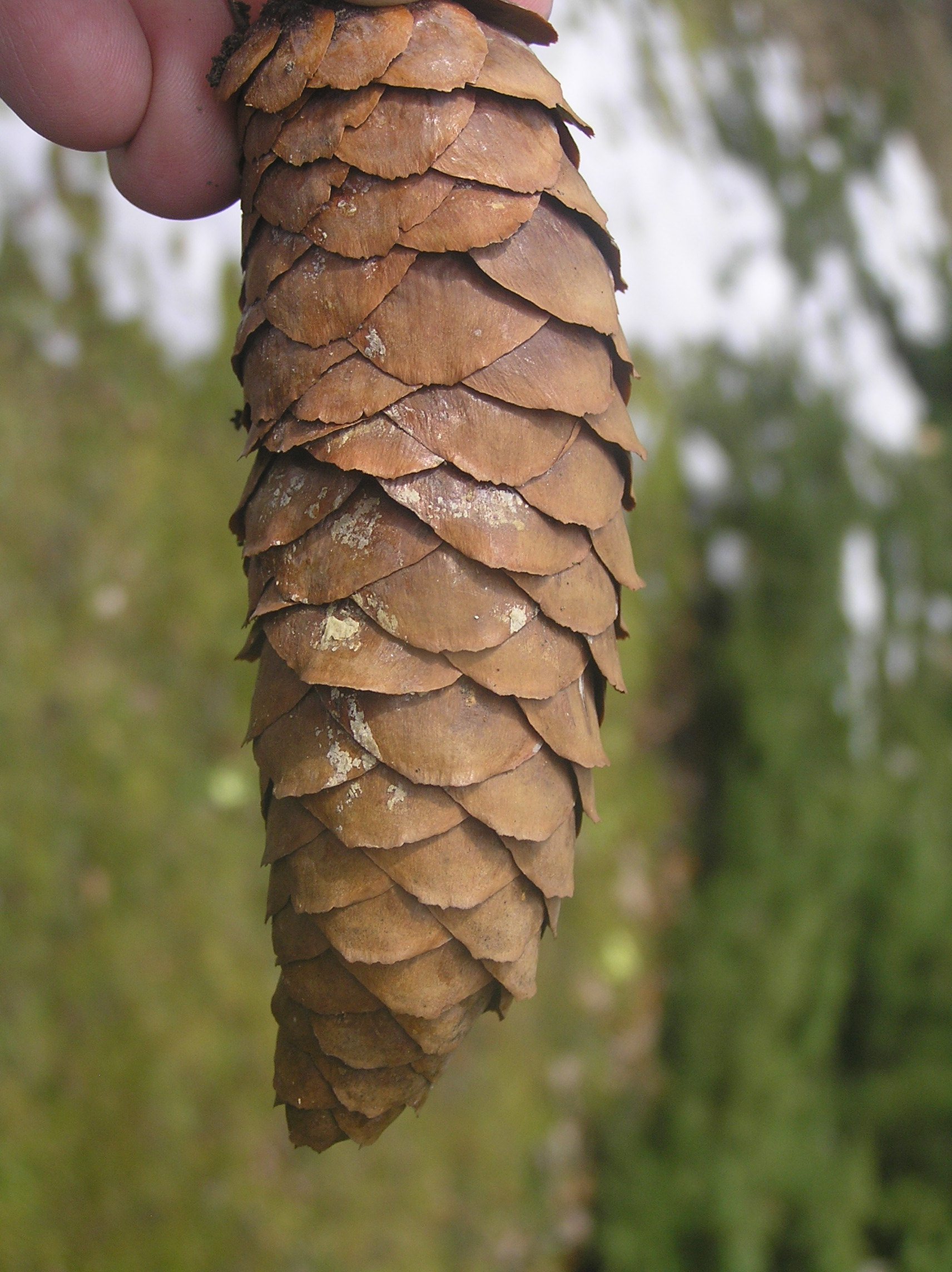
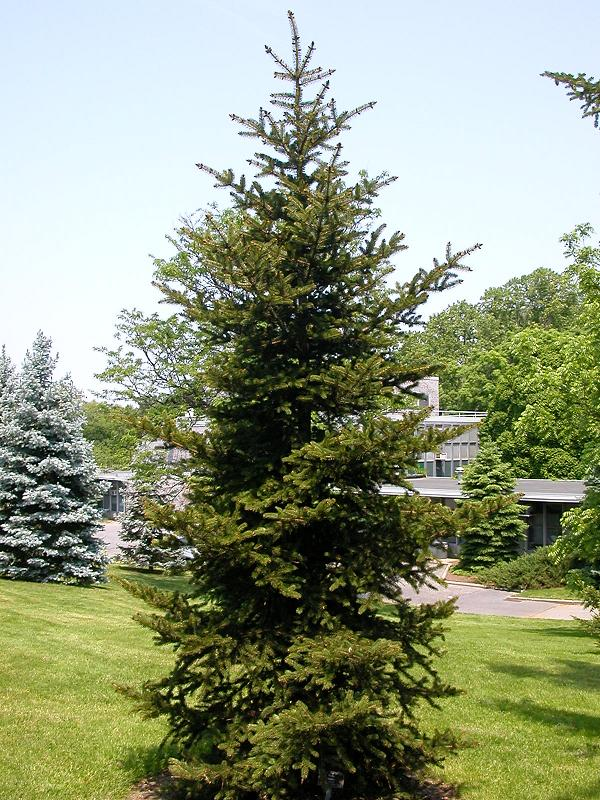
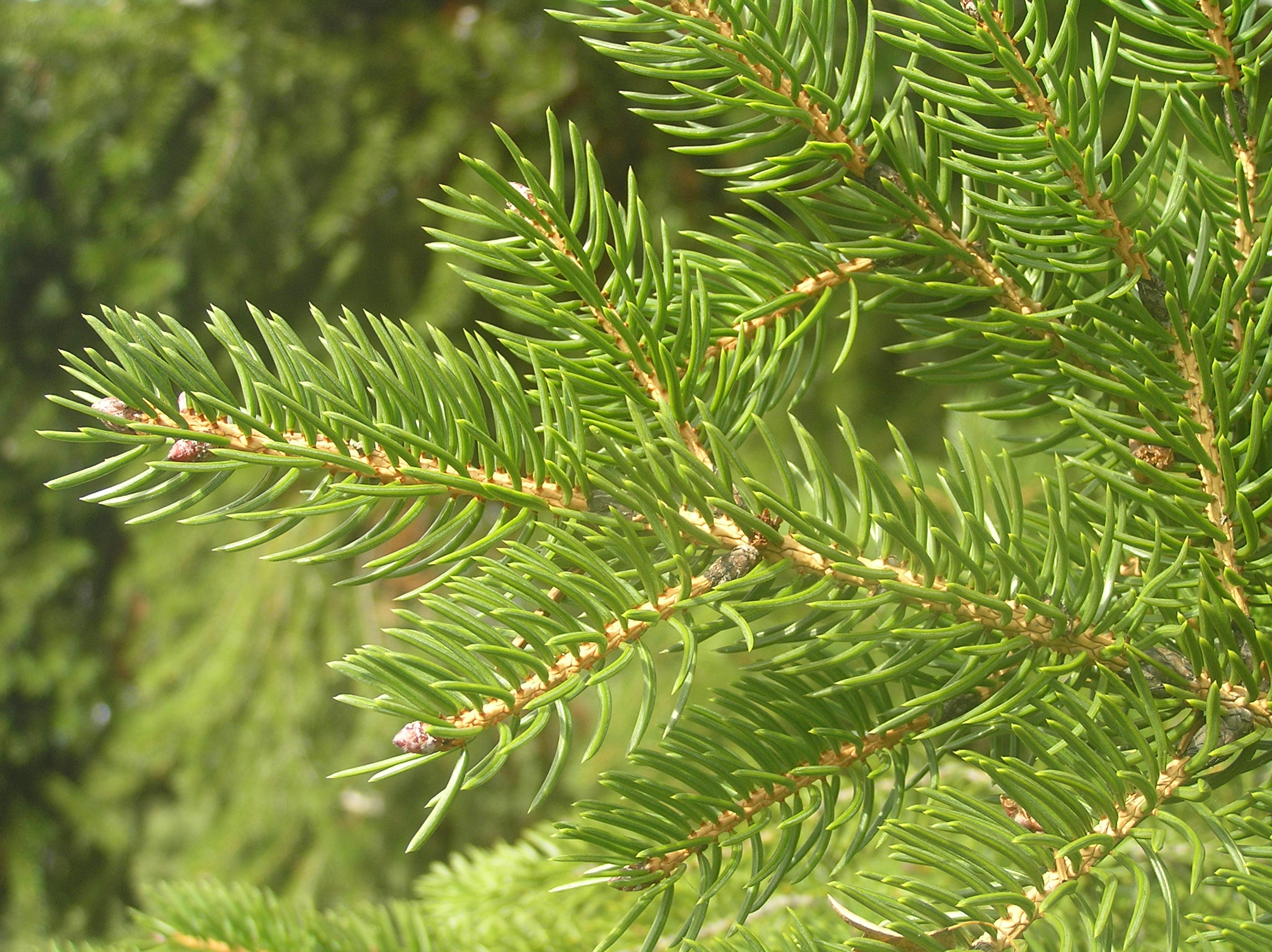
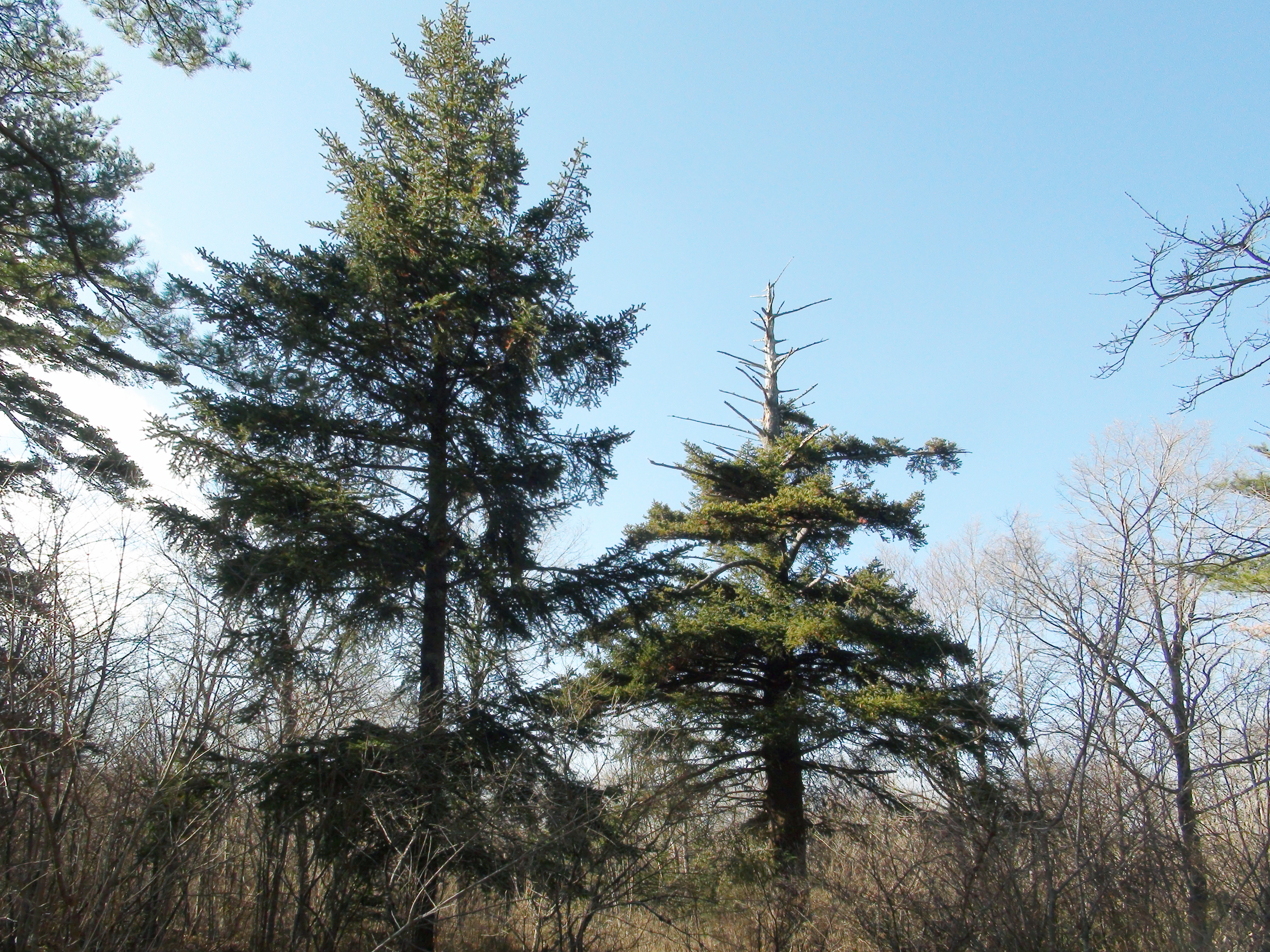
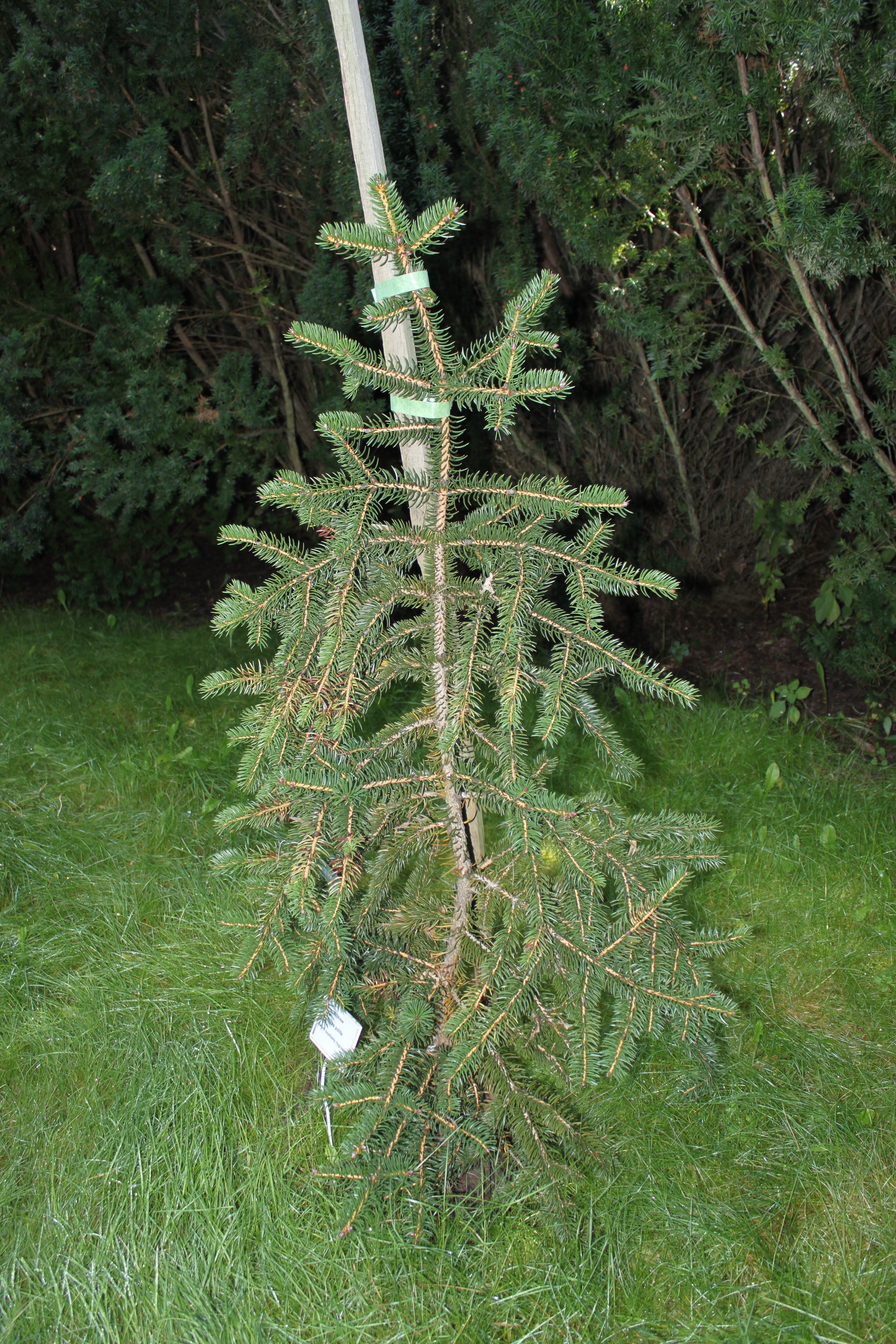